# Parmeniszkosz (filozófus)
Parmeniszkosz (?) ókori görög filozófus.
Metapontumból származott, s a püthagoreus filozófia követője volt. Diogenész Laertiosz említi néhány munkáját, de ezeknek még töredékeik sem maradtak fenn[forrás?]. Athénaiosz is említést tesz róla.